# Кочкири
Въстанието Кочкири е бунт на турските кюрди, избухнал през 1920 година в населения предимно с къзълбаши район Дерсим, днешна провинция Тунджели в Турция.
Вдигнато е от къзълбашкото племе кочкири, от където идва и името му. Реално е ръководено от организацията Kürdistan Taâlî Cemiyeti (в превод ”Общество за напредък на Кюрдистан”), която е създадена от кюрдската интелигенция след Танзиматските реформи в Османската империя.
Въстанието не постига успех, тъй като голяма част от кюрдите, най-вече курманджиите, не го възприемат като кюрдско, а по-скоро като къзълбашко, тоест не считат, че е в техен интерес.
Като резултат от въстанието възниква дискусия относно създаването на независим Кюрдистан. В подписания Севърския мирен договор се предвижда подобна територия с център град Диарбекир, но след Лозанския мирен договор такава възможност се отхвърля.